# Singa concinna
Singa concinna är en spindelart som beskrevs av Karsch 1884. Singa concinna ingår i släktet Singa och familjen hjulspindlar.
Artens utbredningsområde är São Tomé. Inga underarter finns listade i Catalogue of Life.